# ビオラキサンチン
ビオラキサンチン(Violaxanthin)は、橙色の天然のキサントフィル色素であり、パンジーなどの様々な植物に含まれている。ゼアキサンチンのエポキシド化によって合成される。食品添加物として、E番号E161eの着色料として用いられる。欧州連合やアメリカ合衆国では使用が承認されていないが、オーストラリアやニュージーランドでは承認されている。